# Diadasina tarijensis
Diadasina tarijensis är en biart som först beskrevs av Juan Brèthes 1910.  Diadasina tarijensis ingår i släktet Diadasina och familjen långtungebin. Inga underarter finns listade i Catalogue of Life.